# 罗森 (台湾作家)
罗森（1976年11月12日—），本名廖孟彥，台湾玄幻作家，网络写手，毕业于铭传大学中文系。
玄幻小说《风姿物语》网络版自1997年8月起在台湾交通大学BBS上连载，至2006年1月终结，被称为网文开山作。
2012年至2013年出版《白银之歌》。
罗森定居珠海，经营“阿米巴星球”网站。
以笔名弄玉与紫狂（本名李鑫）合著《六朝清羽记》《六朝云龙吟》《六朝燕歌行》，分别于2009年8月、2012年3月、2021年5月由河圖文化出版。六朝系列被淮北市公安局和淮北市委宣传部等五部门鉴定为淫秽物品。
2018年5月19日，罗森的《碎星物语》被评为第三届橙瓜网络文学奖百强作品。
2019年2月15日在四川省自贡市成立四川笔下云网络科技有限公司，2020年4月21日廖孟彦任法定代表人，2022年07月13日进行了简易注销。
2022年起，其微博停止了除了生日动态的所有更新。
2023年12月13日，国台办发言人朱凤莲在回答记者提问时表示罗森涉嫌制作、贩卖、传播淫秽物品牟利罪，相关案件正在依法办理中。
2023年9月，淮北市相山区法院对李鑫、肖劲松、曾旭以制作、贩卖、传播淫秽物品牟利罪做出一审判决，2025年2月14日，在安徽省淮北市中级人民法院二审开庭，3月初作出二审判决。